# Фрідріх Адальберт Максиміліан Кун
Фрідріх Адальберт Максиміліан Кун (нім. Friedrich Adalbert Maximilian Kuhn; 1842—1894) — німецький ботанік.

## Біографія
Максиміліан Кун народився у Берліні 3 вересня 1842 року. Навчався у Кельнської гімназії у Берліні, у 1862 році закінчив її і вступив до Берлінського університету. Там він відвідував лекції Йоганнеса фон Ханштайна, Германа Карстена та Александра Брауна. У 1865 році взяв участь в експедиції Пауля Ашерсона у Карпати. У 1866 році, після смерті провідного птеридолога Георга Генріха Меттеніуса, Кун видав публікацію в журналі Linnaea, в якій описав папороті з його гербарію. У цей же час Куну були надані зразки папоротей з колекції мандрівника барона Карла Клауса фон дер Декка з Африки. У 1867 році Максиміліан Кун здобув у Берлінському університеті ступінь доктора філософії.
З 1870 року Кун викладав у Королівській міській середній школі у Берліні, у 1879 році став її директором, а у 1889 році отримав посаду професора. Через хворобу серця у 1893 році був змушений піти у відставку.
13 грудня 1894 року Максиміліан Кун помер від інфаркту міокарда.
Гербарій Максиміліана Куна наразі зберігається у Ботанічному музеї Берлін-Далем (B).

## Окремі наукові публікації
- Kuhn, M. Filices africanae. — Lipsiae, 1868. — 233 p.
- Kuhn, M. Cryptogamae vasculares // Baron C. C. von der Decken's Reisen in Ost-Afrika. — Vol. 3, pt. 3. — P. 7—71.
- Filices Deckenianae. Hrsg. Breitkopf & Haertel, Leipzig 1867.
- Reliquiae Mettenianae. In: Linnaea Berlin: Ein Journal für die Botanik in ihrem ganzen Umfange. Hrsg. August Garcke, Bd. 35, Berlin 1867/1868: 385—394 und Bd. 36, 1869/1870: 41–169.
- Filices Novarum Hebridarum. Wien 1869.
- Beiträge zur mexicanischen Farnflora. Hrsg. Schmidt, Halle 1869.